# Omorgus tytus
Omorgus tytus là một loài bọ cánh cứng trong họ Trogidae.